# ایستگاه متروی تورنپیک لین
ایستگاه متروی تورنپیک لین (انگلیسی: Turnpike Lane tube station) یکی از ایستگاه‌های خط سیرکل متروی لندن است.
این ایستگاه که در منطقه هرینگی لندن قرار دارد در سال ۱۹۳۲ میلادی تأسیس شده است.